# ريزارد تومشيك
ريزارد تومشيك (بالبولندية: Ryszard Tomczyk)‏ (مواليد 27 أبريل 1950) هو ملاكم بولندي، مثّل بلاده في الألعاب الأولمبية الصيفية 1972.

## روابط خارجية
ريزارد تومشيك على موقع أوليمبيديا (الإنجليزية)
- ريزارد تومشيك على موقع اللجنة الأولمبية البولندية (مؤرشف) (البولندية)